# Love Ranch
Love Ranch är en tysk-amerikansk film från 2010 i regi av Taylor Hackford. 

## Handling
Grace driver Love Ranch, en legal bordell i närheten av Reno i mitten av 70-talet. Hennes man Charlie är bordellens ansikte utåt. När Grace får veta att hon lider av långt framskriden cancer tar Charlie in en ny delägare, en argentinsk boxare. Hans förhoppning är att få berömmelse genom att arrangera med fight mot Ali. Eftersom Charlie har ett brottsligt förflutet får Grace vara boxarens manager, hon tar uppgiften seriöst och blir samtidigt charmerad av boxaren. Är det kärlek på Love Ranch och hur kommer Charlie att reagera?

## Om filmen
Filmen spelades in under januari 2008 i Albuquerque, Donner Pass och Reno. Den hade premiär i Toronto den 30 juni 2010.

## Rollista
- Helen Mirren – Grace Bontempo
- Joe Pesci– Charlie Bontempo
- Sergio Peris-Mencheta – Armando Bruza
- Gina Gershon – Irene
- Taryn Manning – Mallory
- Scout Taylor-Compton – Christina
- Bai Ling – Samantha
- Elise Neal – Alana
- Bryan Cranston – James Pettis
- Rick Gomez – Tom Macy

### Webbkällor
- Love Ranch på Internet Movie Database (engelska)